# Économie mixte

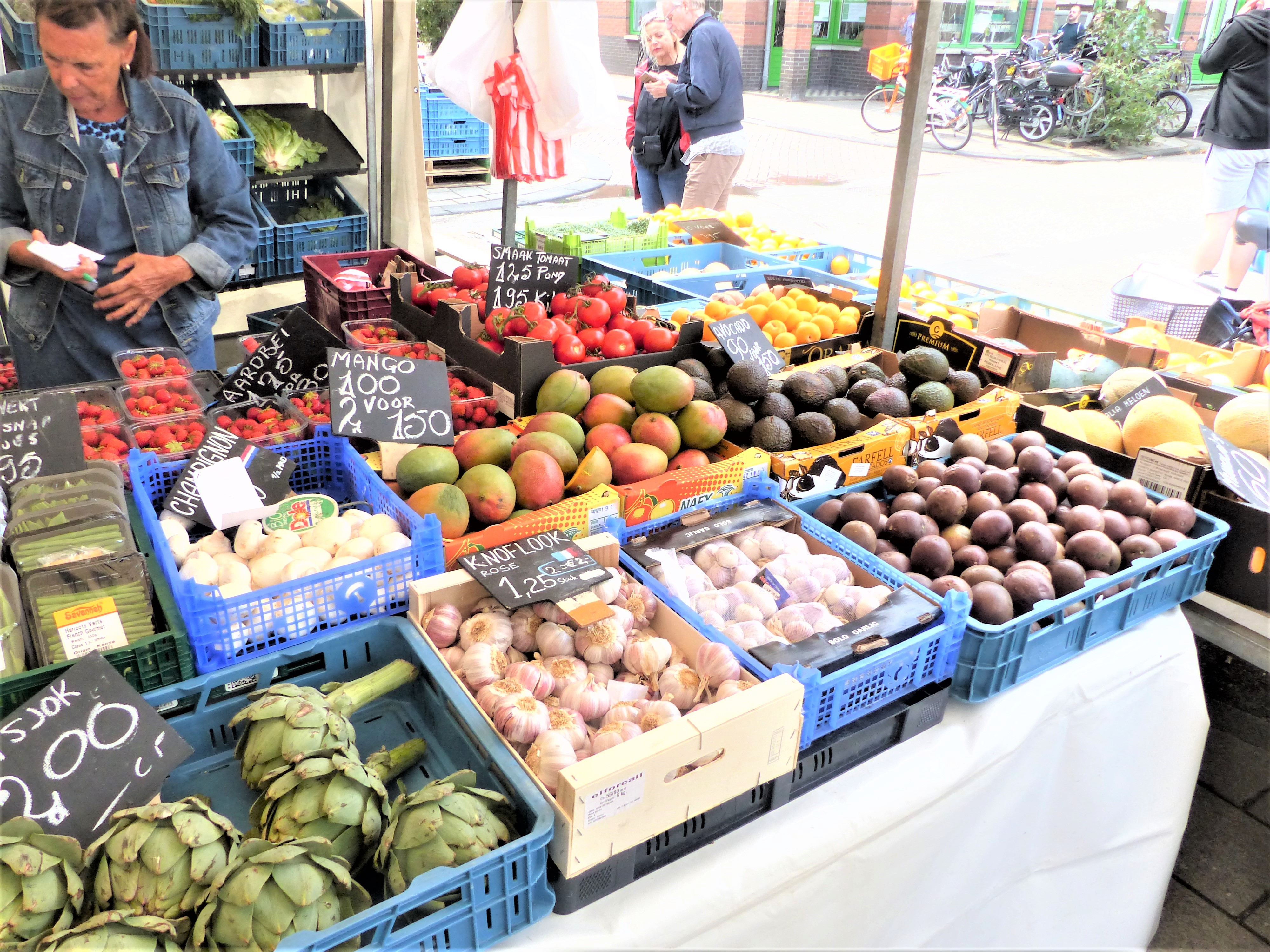

En théorie, une économie mixte est une économie dans laquelle le secteur privé et le secteur public coexistent en parts relativement équivalentes. Une illustration très emblématique de ce mélange d'économie de marché et d'économie planifiée est la politique économique française d'après la Seconde Guerre mondiale, qui était largement inspirée par le Programme du Conseil national de la Résistance. En Allemagne de nos jours, on parle également d'économie sociale de marché.
En pratique, tous les systèmes économiques sont mixtes mais se distinguent par les parts relatives des secteurs privé et public.
Le démantèlement de l'Union soviétique à la fin des années 1980 a marqué le début d'une période de « libéralisation » à l'échelle mondiale, notamment par la privatisation d'entreprises publiques et de services publics.
En France, l'économie mixte dite « locale » renvoie à l'existence des entreprises publiques locales, dont le capital est possédé tout ou en partie par des collectivités territoriales.